# Стефан Юганнесон
Стефан Юганнесон (швед. Stefan Johannesson; нар. 22 листопада 1971, Стокгольм, Швеція)  — шведський футбольний арбітр.

## Кар'єра
Стефан Йоганнесон в даний час проживає в місті Тебю. Суддівську кар'єру розпочав у 1994 році, суддя ФІФА з 2003 року. З 2001 року обслуговує матчі Аллсвенскан — відсудив 235 матчів, 32 матчі обслуговував у Супереттан та 79 міжнародних матчів з 2014 року.
Йоганнесон обслуговав матчі кваліфікаційного раунду чемпіонату Європи 2016, зокрема матч 7 червня 2014 року між збірними Гібралтаром та Польщею у групі D.
З осені 2016 обслуговує відбіркові матчі чемпіонату світу 2018.